# Hyphoderma ayresii
Hyphoderma ayresii är en svampart som först beskrevs av Berk. ex Cooke, och fick sitt nu gällande namn av Boidin & Gilles 1991. Hyphoderma ayresii ingår i släktet Hyphoderma och familjen Meruliaceae.   Inga underarter finns listade i Catalogue of Life.